# Pravoberejna Sokilka, Kobeleakî
Pravoberejna Sokilka (în ucraineană Правобережна Сокілка) este un sat în comuna Lucikî din raionul Kobeleakî, regiunea Poltava, Ucraina.

## Demografie
Componența lingvistică a localității Pravoberejna Sokilka
     Ucraineană (93,72%)
     Rusă (3,38%)
     Română (1,93%)
     Alte limbi (0,97%)
Conform recensământului din 2001, majoritatea populației localității Pravoberejna Sokilka era vorbitoare de ucraineană (93,72%), existând în minoritate și vorbitori de rusă (3,38%) și română (1,93%).